# Equació fonamental de la hidroestàtica

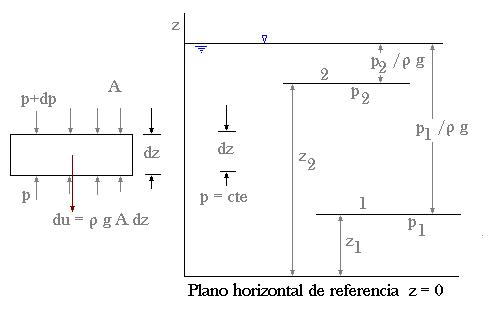
Figura de l'exemple

En el líquid en repòs, veure figura, s'aïlla un volum infinitesimal, format per un prisma rectangular de base {\displaystyle \ A} i alçada {\displaystyle \ dz}.
imagina't un pla de referència horitzontal a partir del qual es mesuren les alçades en l'eix z.
La pressió a la base inferior del prisma és {\displaystyle \ p}, la pressió a la base superior és {\displaystyle \ p+dp}. L'equació de l'equilibri en la direcció de l'eix z serà:
{\displaystyle \ p.A-(p+dp).A-\rho .g.A.dz=0}
és a dir:
{\displaystyle {\frac {dp}{\rho }}=-g.dz}
integrant aquesta última equació entre 1 i 2, considerant que {\displaystyle \ \rho =cte.} es té:
{\displaystyle g(z_{2}-z_{1})={\frac {p_{1}-p_{2}}{\rho }}}
és a dir:
{\displaystyle {\frac {p_{1}}{\rho }}+z_{1}.g={\frac {p_{2}}{\rho }}+z_{2}.g}
Atès que 1 i 2 són dos punts qualssevol en el si del líquid, es pot escriure l'equació fonamental de la hidroestàtica del fluid incompressible en les tres formes que es mostren a continuació.

## Equació fonamental de la hidroestàtica del fluids quiets

### Primera forma de l'equació de la hidroestàtica
{\displaystyle {\frac {p}{\rho }}+z.g=y_{1}}
L'equació dalt és vàlida per a tot  fluid ideal  i real, per tal que sigui incompressible.
( Fluid ideal  és aquell fluid que té viscositat nul·la)

### Segona forma de l'equació de la hidroestàtica
{\displaystyle {\frac {p}{\rho .g}}+z=y_{2}}

La constant i  2  s'anomena  altura piezomètrica 

### Tercera forma de l'equació de la hidroestàtica
{\displaystyle \ p+\rho .g.z=y_{3}}

On:
- {\displaystyle \ \rho } = densitat del fluid
- {\displaystyle \ p} = pressió
- {\displaystyle \ g} = acceleració de la gravetat
- {\displaystyle \ z} = cota del punt considerat
- {\displaystyle \ y} = altura piezomètrica